# WTA de Melbourne
O WTA de Melbourne – ou Melbourne Summer Set 1 e Melbourne Summer Set 2, nas últimas edições – são torneios de tênis profissionais femininos, ambos de categoria WTA 250.
Realizado em Melbourne, no sudeste da Austrália, teve a primeira edição nos anos 1970 e enfrentou diversos hiatos. Depois de 28 anos ausente, retornou durante duas temporadas para suprir vácuos de programação, com torneios tradicionais cancelados, decorrentes das medidas de segurança sanitária durante a pandemia de COVID-19. Em 2021, contou com quatro eventos (um WTA 500 e três WTA 250) e, no ano seguinte, com dois WTA 250, como parte do Melbourne Summer Set. Os jogos eram disputados em quadras duras durante o mês de janeiro.

## Finais
As informações da coluna Ano referem-se ao período em que as edições foram realizadas. Em algumas linhas, foi preciso adicionar dia e mês para diferenciar edições.
Nem sempre a data de uma edição correspondia ao ano de temporada que pertence. Por exemplo, o torneio iniciado na semana de 18/12/1978 faz parte da temporada de 1979. A década de 1970 é proprietária de ocorrências assim. Inclusive, houve uma só temporada com quatro torneios em Sydney (note-se que podem ter ocorridos em lugares diferentes da cidade, com diferentes organizadores).
Nesses casos, o recurso tooltip (um pontilhado que indica a possibilidade de passar o cursor na área para revelar a informação extra) foi utilizado para comunicar a qual temporada determinada edição pertence.

### Simples
| Ano                                     | Campeã                                         | Vice-campeã                                    | Resultado                                      |
| --------------------------------------- | ---------------------------------------------- | ---------------------------------------------- | ---------------------------------------------- |
| 2022 (MSS2)                             | Amanda Anisimova                               | Aliaksandra Sasnovich                          | 7–5, 1–6, 6–4                                  |
| 2022 (MSS1)                             | Simona Halep                                   | Veronika Kudermetova                           | 6–2, 6–3                                       |
| 2021 (PIT)                              | Daria Kasatkina                                | Marie Bouzková                                 | 4–6, 6–2, 6–2                                  |
| 2021 (GiT)                              | Elise Mertens                                  | Kaia Kanepi                                    | 6–4, 6–1                                       |
| 2021 (GrT)                              | Final cancelada devido à atraso na programação | Final cancelada devido à atraso na programação | Final cancelada devido à atraso na programação |
| 2021 (YVC)                              | Ashleigh Barty                                 | Garbiñe Muguruza                               | 7–63, 6–4                                      |
| Torneio não realizado entre 2020 e 1994 |                                                |                                                |                                                |
| 1993                                    | Amanda Coetzer                                 | Naoko Sawamatsu                                | 6–2, 6–3                                       |
| Torneio não realizado entre 1992 e 1986 |                                                |                                                |                                                |
| 1985                                    | Pam Shriver                                    | Kathy Jordan                                   | 6–4, 6–1                                       |
| Torneio não realizado entre 1986 e 1980 |                                                |                                                |                                                |
| 1979                                    | Hana Mandlíková                                | Wendy Turnbull                                 | 6–3, 6–2                                       |
| Torneio não realizado 1978              |                                                |                                                |                                                |
| 1977 (21 nov.)                          | Evonne Cawley                                  | Wendy Turnbull                                 | 6–4, 6–1                                       |
| 1976 (6 dez.)                           | Margaret Court                                 | Sue Barker                                     | 6–2, 6–2                                       |
| Torneio não realizado entre 1975 e 1973 |                                                |                                                |                                                |
| 1972                                    | Evonne Goolagong                               | Patricia Coleman                               | 6–7, 6–2, 6–2                                  |
| 1971                                    | Evonne Goolagong                               | Margaret Court                                 | 7–6, 7–6                                       |

### Duplas
| Ano                                     | Campeãs                               | Vice-campeãs                     | Resultado                       |
| --------------------------------------- | ------------------------------------- | -------------------------------- | ------------------------------- |
| 2022 (MSS2)                             | Bernarda Pera Kateřina Siniaková      | Tereza Martincová Mayar Sherif   | 6–2, 76–7, [10–5]               |
| 2022 (MSS1)                             | Asia Muhammad Jessica Pegula          | Sara Errani Jasmine Paolini      | 6–3, 6–1                        |
| 2021 (PIT)                              | Ankita Raina Kamilla Rakhimova        | Anna Blinkova Anastasia Potapova | 2–6, 6–4, [10–7]                |
| 2021 (GiT)                              | Barbora Krejčíková Kateřina Siniaková | Chan Hao-ching Latisha Chan      | 6–3, 7–64                       |
| 2021 (GrT)                              | Torneio de duplas não realizado       | Torneio de duplas não realizado  | Torneio de duplas não realizado |
| 2021 (YVC)                              | Shuko Aoyama Ena Shibahara            | Anna Kalinskaya Viktória Kužmová | 6–3, 6–4                        |
| Torneio não realizado entre 2020 e 1994 |                                       |                                  |                                 |
| 1993                                    | Nicole Provis Nathalie Tauziat        | Cammy MacGregor Shaun Stafford   | 1–6, 6–3, 6–3                   |
| Torneio não realizado entre 1992 e 1986 |                                       |                                  |                                 |
| 1985                                    | Pam Shriver Elizabeth Smylie          | Anne Hobbs Kathy Jordan          | 6–2, 5–7, 6–1                   |
| Torneio não realizado entre 1986 e 1980 |                                       |                                  |                                 |
| 1979                                    | Billie Jean King Wendy Turnbull       | Dianne Fromholtz Anne Smith      | 6–3, 6–3                        |
| Torneio não realizado 1978              |                                       |                                  |                                 |
| 1977 (21 nov.)                          | Evonne Cawley Betty Stöve             | Patricia Bostrom Kym Ruddell     | 6–3, 6–0                        |
| 1976 (6 dez.)                           | Margaret Court Betty Stöve            | Linky Boshoff Ilana Kloss        | 6–2, 6–4                        |
| Torneio não realizado entre 1975 e 1973 |                                       |                                  |                                 |
| 1972                                    | Evonne Goolagong Janet Young          | Patricia Coleman Sally Irvine    | 2–6, 6–4, 6–3                   |
| Torneio de duplas não realizado em 1971 |                                       |                                  |                                 |